# Суворово (Грязовецкий район)
Суворово — деревня в Грязовецком районе Вологодской области.
Входит в состав Комьянского муниципального образования, с точки зрения административно-территориального деления — в Комьянский сельсовет.
Расстояние по автодороге до районного центра Грязовца — 33,5 км, до центра муниципального образования Хорошево — 11,4 км. Ближайшие населённые пункты — Крутец, Евсюково, Косарово.
По переписи 2002 года население — 6 человек.